# Pafnutij Tjebysjov
Pafnutij Lvovitj Tjebysjov (ryska: Пафнутий Львович Чебышёв, uttalas: [pɐfˈnutʲɪj ˈlʲvovʲɪtɕ tɕɪbɨˈʂof], på svenska tidigare även Tschebyschev), född 16 maj 1821, död 9 december 1894, var en rysk matematiker.

## Biografi
Tjebysjov studerade under Nikolaj Brasjman och tog examen vid Moskvauniversitetet år 1841. Som lärare undervisade han bland andra Andrej Markov och Aleksandr Ljapunov. Han gjorde bidrag till flera matematikdiscipliner och har fått flera resultat och objekt inom matematiken uppkallade efter sig, dessa följer i regel den engelska stavningen av hans efternamn, Chebyshev, även på svenska. Kratern Chebyshev på månen och asteroiden 2010 Chebyshev är uppkallade efter honom.
Tjebysjov invaldes 1893 som utländsk ledamot av Kungliga Vetenskapsakademien.

## Matematiskt verk
Tjebysjov gjorde framstående insatser inom talteori, sannolikhetslära och matematisk statistik. Hans namn finns bland annat i Tjebysjovpolynom.
Tjebysjovs olikhet säger att sannolikheten för att en stokastisk variabel X med standardavvikelse {\displaystyle \sigma } avviker från väntevärdet med {\displaystyle k\sigma } eller mer, inte är större än {\displaystyle 1/k^{2}}:
{\displaystyle P(|X-E(X)|\geq k\sigma )\leq {\frac {1}{k^{2}}}}
Inom talteori säger Bertrands postulat (även Bertrand-Tjebysjovs sats) att för varje heltal {\displaystyle n>1} finns ett primtal p så att {\displaystyle n<p<2n}.

## Begrepp uppkallade efter Tjebysjov
- Tjebysjovs funktion
- Tjebysjovfilter